# Copa Ganadores de Copa
Die Copa Ganadores de Copa, auch als Recopa Sudamericano de Clubes bezeichnet, war ein südamerikanischer Fußballvereinswettbewerb der zweimal, 1970 und 1971, ausgespielt wurde. Teilnahmeberechtigt war jeweils ein Klub aus jedem südamerikanischen Land, der sich nicht für die Copa Libertadores qualifiziert haben durfte. Einige Länder entsandten ihren nationalen Pokalsieger. Brasilien und Kolumbien stellten allerdings in beiden Jahren keinen Teilnehmer. Gespielt wurde gruppenweise an einem Ort in einer einfachen Runde. Der Wettbewerb ist nicht zu verwechseln mit dem südamerikanischen Supercup, der Recopa Sudamericana.

## Turnier 1970

### Teilnehmer
- Argentinien: Club Atlético Atlanta
- Bolivien: Club Mariscal Santa Cruz
- Chile: Unión Española
- Ecuador: CD El Nacional
- Paraguay: Club Libertad
- Peru: Deportivo Municipal
- Uruguay: Rampla Juniors
- Venezuela: Unión Deportiva Canarias

### Gruppe 1
Die Spiele fanden am 8. und 11. Februar 1970 im Estadio Olímpico Atahualpa in Quito (Ecuador) statt.
| CD El Nacional           | 0:0 | Unión Deportiva Canarias |
| Unión Deportiva Canarias | 0:0 | Club Libertad            |
| CD El Nacional           | 4:1 | Club Libertad            |

| Pl. | Verein                   | Sp. | S | U | N | Tore    | Diff. | Punkte |
| --- | ------------------------ | --- | - | - | - | ------- | ----- | ------ |
| 1.  | CD El Nacional           | 2   | 1 | 1 | 0 | 004:100 | +3    | 03     |
| 2.  | Unión Deportiva Canarias | 2   | 0 | 2 | 0 | 000:000 | ±0    | 02     |
| 3.  | Club Libertad            | 2   | 0 | 1 | 1 | 001:400 | −3    | 01     |

### Gruppe 2
Die Spiele fanden vom 22. März bis 5. April 1970 im Estadio Hernando Siles in La Paz (Bolivien) statt. 
| Club Mariscal Santa Cruz | 1:0         | Club Atlético Atlanta |
| Unión Española           | 1:1         | Deportivo Municipal   |
| Unión Española           | 1:0         | Rampla Juniors        |
| Club Atlético Atlanta    | 4:3         | Deportivo Municipal   |
| Club Atlético Atlanta    | 3:3         | Deportivo Municipal   |
| Club Mariscal Santa Cruz | 4:1         | Rampla Juniors        |
| Club Mariscal Santa Cruz | 2:1         | Unión Española        |
| Deportivo Municipal      | (a) 1:1 (a) | Rampla Juniors        |
| Club Atlético Atlanta    | (a) 2:0 (a) | Rampla Juniors        |
| Club Mariscal Santa Cruz | 1:1         | Deportivo Municipal   |

| Pl. | Verein                   | Sp. | S | U | N | Tore    | Diff. | Punkte |
| --- | ------------------------ | --- | - | - | - | ------- | ----- | ------ |
| 1.  | Club Mariscal Santa Cruz | 4   | 3 | 1 | 0 | 008:300 | +5    | 07     |
| 2.  | Club Atlético Atlanta    | 4   | 2 | 1 | 1 | 009:700 | +2    | 05     |
| 3.  | Unión Española           | 4   | 0 | 4 | 0 | 006:600 | ±0    | 04     |
| 4.  | Deportivo Municipal      | 4   | 0 | 3 | 1 | 006:700 | −1    | 03     |
| 5.  | Rampla Juniors           | 4   | 0 | 1 | 3 | 002:800 | −6    | 01     |

### Finale
Das Hinspiel fand am 19. April 1970 im Estadio Olímpico Atahualpa in Quito statt.
| CD El Nacional | 0:0 | Club Mariscal Santa Cruz |

Das Rückspiel fand am 26. April 1970 im Estadio Hernando Siles in La Paz statt.
| Club Mariscal Santa Cruz | 2:0 | CD El Nacional |

## Turnier 1971

### Vorgesehene Teilnehmer
- Uruguay: Huracán Buceo
- Chile: Deportes Concepción
- Argentinien: (nicht bekannter Klub)
- Bolivien: (nicht bekannter Klub)
- Ecuador: América de Quito
- Paraguay: Club Olimpia
- Venezuela: Valencia FC
- Peru: Juan Aurich

### Gruppe 1
Es sollte in Concepción (Chile) oder Montevideo (Uruguay) gespielt werden. Da sich Deportes Concepción aus Chile und Huracán Buceo aus Uruguay zurückzogen, kam es nicht zur Austragung der Gruppenspiele. Weil jedoch die Spiele der Gruppe 2 bereits begonnen hatten, wurde entschieden, das Turnier als „Freundschaftsturnier“ zu Ende zu spielen.

### Gruppe 2
Je zwei Spiele fanden am 28. Februar, sowie am 3. und 7. März 1971 im Estadio Olímpico Atahualpa in Quito (Ecuador) statt. 
| Club Olimpia     | 2:1 | Juan Aurich  |
| América de Quito | 1:0 | Valencia FC  |
| América de Quito | 4:0 | Juan Aurich  |
| Club Olimpia     | 0:0 | Valencia FC  |
| América de Quito | 0:0 | Club Olimpia |
| Valencia FC      | 2:2 | Juan Aurich  |

| Pl. | Verein           | Sp. | S | U | N | Tore    | Diff. | Punkte |
| --- | ---------------- | --- | - | - | - | ------- | ----- | ------ |
| 1.  | América de Quito | 3   | 2 | 1 | 0 | 005:000 | +5    | 05     |
| 2.  | Club Olimpia     | 3   | 1 | 2 | 0 | 002:100 | +1    | 04     |
| 3.  | Valencia FC      | 3   | 0 | 2 | 1 | 002:300 | −1    | 02     |
| 4.  | Juan Aurich      | 3   | 0 | 1 | 2 | 003:800 | −5    | 01     |

### Turniersieg
Da die Gruppe 1 nicht ausgespielt wurde und es daher keinen Finalgegner gab, gewann América de Quito aus Ecuador durch seinen Gruppensieg das (Freundschafts-)Turnier 1971.